# 북아프리카 요리

북아프리카

북아프리카 요리(北Africa 料理)는 아프리카 요리의 한 갈래로, 북아프리카 지역의 요리들을 포함한다.

## 분류
북아프리카 요리에 속하는 요리는 다음과 같다.
| - 마그레브 요리 - 리비아 요리 - 모로코 요리 - 모리타니 요리 - 베르베르 요리 - 서사하라 요리 - 알제리 요리 - 튀니지 요리 - 스페인 요리 - 멜리야 요리 - 세우타 요리 | - 수단 요리 - 이집트 요리 - 스페인 요리 - 카나리아 제도 요리 - 포르투갈 요리 - 마데이라 요리 - 아소르스 요리 |

## 같이 보기
- 동아프리카 요리
- 서아프리카 요리
- 아랍 요리
- 중앙아프리카 요리
- 지중해 요리